# گروسلوهرا
گروسلوهرا (به آلمانی: Großlohra) یک شهر در آلمان است که در Nordhausen واقع شده‌است. گروسلوهرا ۱٬۰۳۰ نفر جمعیت دارد.